# Лаудер, Уильям
Уильям Во Лаудер (англ. William Waugh Lauder; 1858 — 1931) — канадский пианист, музыкальный критик и публицист.

## Ранняя жизнь и образование
Уильям Во Лаудер родился в Ошаве, Канада, в 1858 году. Он имел шотландские и гугенотские корни. Его родителями были член Законодательного собрания Онтарио Аваарам Уильям Лаудер и Мария Элиз Тёрнер Лаудер, писательница и путешественник.
Его мать была единственным учителем Лаудера, пока тому не исполнилось одиннадцать лет. После путешествия по Европе с родителями, он стал учеником Ференца Листа.

## Карьера
Лаудер был пианистом в филармонии Торонто; руководил англиканским хором в Лейпциге; член Римского общества св. Цецилии Италии. Так же занимался обучением городских хоров в Блумингтоне , Цинциннате и Лондоне, затем служил в качестве профессора на кафедре музыки колледжах Хельмут,  Эврике, Уэслианского женского и в Музыкальной консерватории Огайо и Консерватории Новой Англии в Бостоне. Он был ведущим критиком, учителем и виртуозом Чикаго; специальным корреспондентом «Музыкального курьера» из Чикаго для на Всемирной выставке 1893 года, органистом и хормейстером Центральной Церкви Христа в Чикаго.